# 天主教夸察夸爾科斯教區
天主教夸察夸爾科斯教區（拉丁語：Dioecesis Coatzacoalsensis）是墨西哥一個羅馬天主教教區，屬哈拉帕總教區。
教區成立於1984年3月14日，位於韋拉克魯斯州南部。2006年有教友795,419人（佔轄區總人口80.5%）、廿五個堂區、五十二名司鐸。現任教區主教為魯蒂洛·穆尼奧斯·薩莫拉。